# Hawaiki Cable
Hawaiki Cable ist ein Seekabel, das Australien, Neuseeland und die Vereinigten Staaten miteinander verbindet. Es ist im Juli 2018 in Betrieb genommen worden.
Das Kabel verläuft dabei vom Festland der Vereinigten Staaten aus durch den Pazifischen Ozean an Hawaii vorbei Richtung Tasmansee und teilt sich dort nach Australien und Neuseeland auf.

## Landepunkte
- Pacific City, USA
- Oʻahu, USA
- Sydney, Australien
- Whangārei, Neuseeland